# Lautenbach (Francia)
Lautenbach è un comune francese di 1 616 abitanti situato nel dipartimento dell'Alto Reno nella regione del Grand Est.

## Società

### Evoluzione demografica
Abitanti censiti